# Cărmăzănești, Hunedoara
Cărmăzănești este un sat în comuna Gurasada din județul Hunedoara, Transilvania, România. Se află în partea de nord-vest a județului,  în Munții Metaliferi. La recensământul din 2002 avea o populație de 143 locuitori. Biserica de lemn din sat cu hramul  „Sfinții Arhangheli Mihail și Gavril” a fost construită în secolul al XVIII-lea și este monument istoric.